# تفشي حمى الضنك في بيشاور 2017
تفشي حمى الضنك في بيشاور تم الإبلاغ عن مئات الإصابات بحمى الضنك في بيشاور في باكستان وذلك في منتصف عام 2017م. وفقًا لوزارة الصحة الباكستانية فقد بدأت الإصابات في خيبر بختونخوا، حيث استقبلت وزارة الصحة حوالي 4.320 حالة مشتبه بها في مستشفى خيبر التعليمي في بيشاور، منها 831 حالة كانت إيجابية. توفي حوالي عشرة أشخاص من حمى الضنك. ابتداء من شهر يوليو عمل خبراء الرعاية الصحية في البنجاب وخبراء بيشاور معاً للسيطرة على وباء حمى الضنك، مستخدمين أعداد كبيرة من العاملين الصحيين للذهاب للسكان من باب إلى باب لتثقيفهم بطرق الوقاية، وكذلك رش أجزاء كبيرة من المدينة للقضاء على البعوض الناقل للمرض.